# Chukwubuikem Ikwuemesi
Charles Chukwubuikem Ikwuemesi (Lagos, 5 augustus 2001) is een Nigeriaans voetballer die sinds 2024 uitkomt voor Oud-Heverlee Leuven.

## Carrière
Ikwuemesi genoot zijn jeugdopleiding bij de Olive Charles Academy in Anambra, waar hij werd weggeplukt door Giant Brillars FC. In de zomer van 2021 haalde de Oostenrijkse tweedeklasser SK Vorwärts Steyr hem op huurbasis naar Europa. Ikwuemesi vergaarde er vrij snel een vaste plaats in de basiself, maar op het einde van het kalenderjaar kwam er om financiële redenen een einde aan de uitleenbeurt.
In het voorjaar van 2022 maakte Ikwuemesi op definitieve basis de overstap naar Europa. Na een halfjaar bij de Sloveense tweedeklasser NK Krško, waarin hij goed was voor vier competitiegoals, werd hij opgepikt door eersteklasser NK Celje. In zijn debuutseizoen hielp hij Celje met zijn negen competitiegoals aan een tweede plaats in het klassement.
Ikwuemesi begon ook het seizoen 2023/24 bij Celje: de Nigeriaan opende op de derde competitiespeeldag de score in de 2-0-zege tegen NK Rogaška en scoorde in de Conference League-kwalificatiewedstrijd tegen Neman Grodno zelfs het enige doelpunt van de wedstrijd. In augustus 2023 versierde Ikwuemesi evenwel een transfer naar de Italiaanse eersteklasser US Salernitana 1919, waar hij een contract tot 2027 met optie ondertekende. In zijn eerste seizoen in de Serie A slaagde hij er slechts eenmaal in om de netten te doen trillen: op de twaalfde competitiespeeldag opende hij al na vijf minuten de score in het 2-2-gelijkspel tegen US Sassuolo. Door zijn bekergoals tegen UC Sampdoria en Juventus FC sloot hij zijn seizoenstotaal wel af op drie goals.
Na één seizoen bij Salernitana trok Ikwuemesi de deur van het Arechistadion reeds achter zich dicht: de 22-jarige aanvaller ondertekende een driejarig contract bij de Belgische eersteklasser Oud-Heverlee Leuven.